# Madagaskardaggekko's
Madagaskardaggekko's (Phelsuma) zijn een geslacht van hagedissen die behoren tot de gekko's en de familie Gekkonidae.
Alle soorten zijn in tegenstelling tot de meeste gekko's overdag actief en leven op of nabij het Afrikaanse eiland Madagaskar. Een aantal soorten is uitgezet in verschillende delen van de Verenigde Staten, zoals op Hawaï en in de staat Florida. Veel soorten hebben zich verspreid tot eilanden in de Indische Oceaan, zoals de Mascarenen en de Seychellen.
Madagaskardaggekko's leven in vochtige bossen, vaak in tropische regenwouden of vochtige bergbossen. Sommige soorten leven in drogere streken, dergelijke soorten hebben vaak geen groene lichaamskleur maar een grijze tot bruine kleur.
Alle soorten zijn omnivoor en leven van zowel kleine diertjes als nectar uit bloemen. De madagaskardaggekko's zijn hiermee een uitzondering, de meeste andere gekko's zijn strikt carnivoor. Vijanden zijn onder andere roofvogels en slangen.
De meeste soorten hebben een zeer opvallende lichtgroene basiskleur met soms oranje en blauwe vlekken en strepen. Alle soorten zijn overdag actief en schuilen 's nachts in bomen en struiken.

## Naamgeving en indeling
De wetenschappelijke geslachtsnaam Phelsuma is een eerbetoon aan de Nederlandse arts Murk van Phelsum (1730 - 1799). Van Phelsum onderzocht parasitaire wormen en publiceerde hierover.
De Nederlandstalige naam madagaskardaggekko's slaat op het verspreidingsgebied van de meeste soorten; het Afrikaanse eiland Madagaskar. Soorten die in andere gebieden voorkomen zijn oorspronkelijk afkomstig van voorouders die leefden op Madagaskar. In veel andere talen wordt verwezen naar de dagactieve levenswijze en worden de dieren daggekko's genoemd. Voorbeelden zijn het Engelse day geckos, het Duitse Taggeckos, het Franse geckos diurnes en ten slotte het Noorse daggekkoer. Madagaskardaggekko's zijn echter niet de enige gekko's die overdag actief zijn.
De madagaskardaggekko's werden voor het eerst beschreven onder de naam Phelsuma door John Edward Gray in 1825. De groep was echter al veel eerder bekend uit de negentiende eeuw.
De natuuronderzoeker Bernard Germain de Lacépède beschreef in zijn werk Histoire Naturelle des Quadrupèdes et des Serpens uit 1876 de 'Sarroubé'. Het dier werd beschreven als een salamander maar had gekko-achtige kenmerken zoals schubben en slechts vier tenen met nagels. Lacépède heeft de gekko zelf nooit waargenomen maar baseerde zijn beschrijving op basis van iemand die het dier had gezien.
De madagaskardaggekko's worden verdeeld in zogenaamde geslachtengroepen, dit zijn groepjes soorten die sterker aan elkaar verwant zijn. Sommige geslachtengroepen tellen slechts een enkele soort, zoals de Phelsuma standingi-groep. Andere geslachtengroepen tellen acht soorten, zoals de Phelsuma dubia-groep. De indeling van de gekko's in verschillende groepen gebeurt voornamelijk op grond van de lichaamsgrootte, omdat er verder weinig kenmerken zijn waarin de gekko's verschillen.
Het aantal soorten dat tot het geslacht Phelsuma behoort verandert regelmatig. Dit komt voornamelijk door het ontdekken van nieuwe soorten die nog niet eerder door de wetenschap zijn beschreven. De soort Phelsuma borai bijvoorbeeld werd voor het eerst wetenschappelijk beschreven in 2009, Phelsuma roesleri in 2010 en Phelsuma gouldi werd pas in 2011 beschreven. In de literatuur worden dergelijke recentelijk beschreven soorten nog niet vermeld.
Niet alleen worden nieuwe soorten ontdekt, ook zijn een aantal soorten die vroeger tot de madagaskardaggekko's behoorden ingedeeld bij andere geslachten door de voortdurende aanvoer van nieuwe inzichten. De soort Rhoptropella ocellata bijvoorbeeld behoorde vroeger tot het geslacht Phelsuma maar is op basis van enkele belangrijke kenmerken zoals de kleur en de levenswijze ingedeeld in het monotypische geslacht Rhoptropella. Deze soort heeft een bruingrijze kleur met lichtere en donkere vlekken en heeft een bodembewonende levenswijze.

## Uiterlijke kenmerken

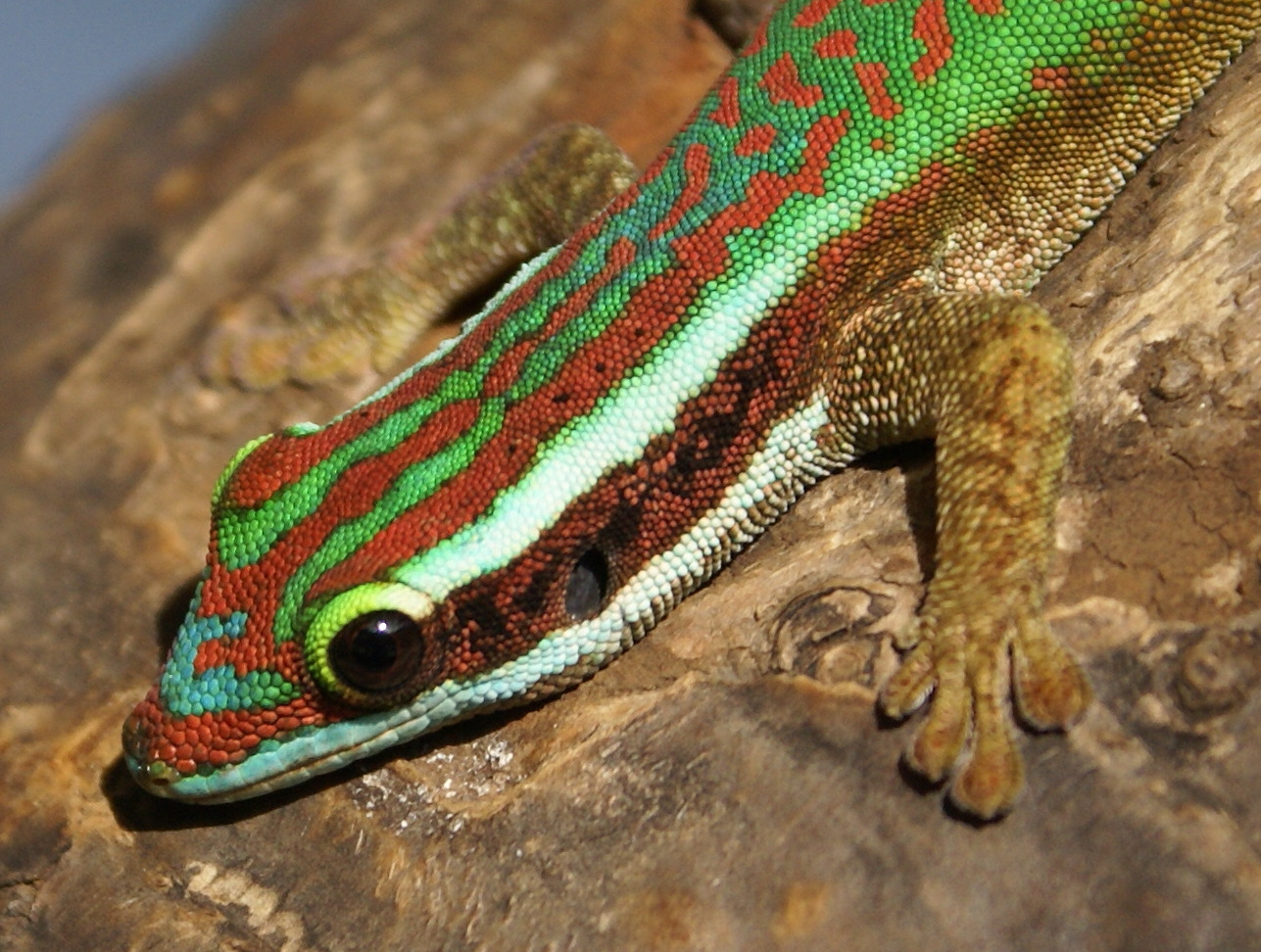
Kop van Phelsuma inexpectata, met ronde pupil, duidelijk zichtbare ooropeningen en neusgaten en een bont gekleurde koptekening. De afbeelding is gemaakt in het natuurlijke leefgebied op Réunion.

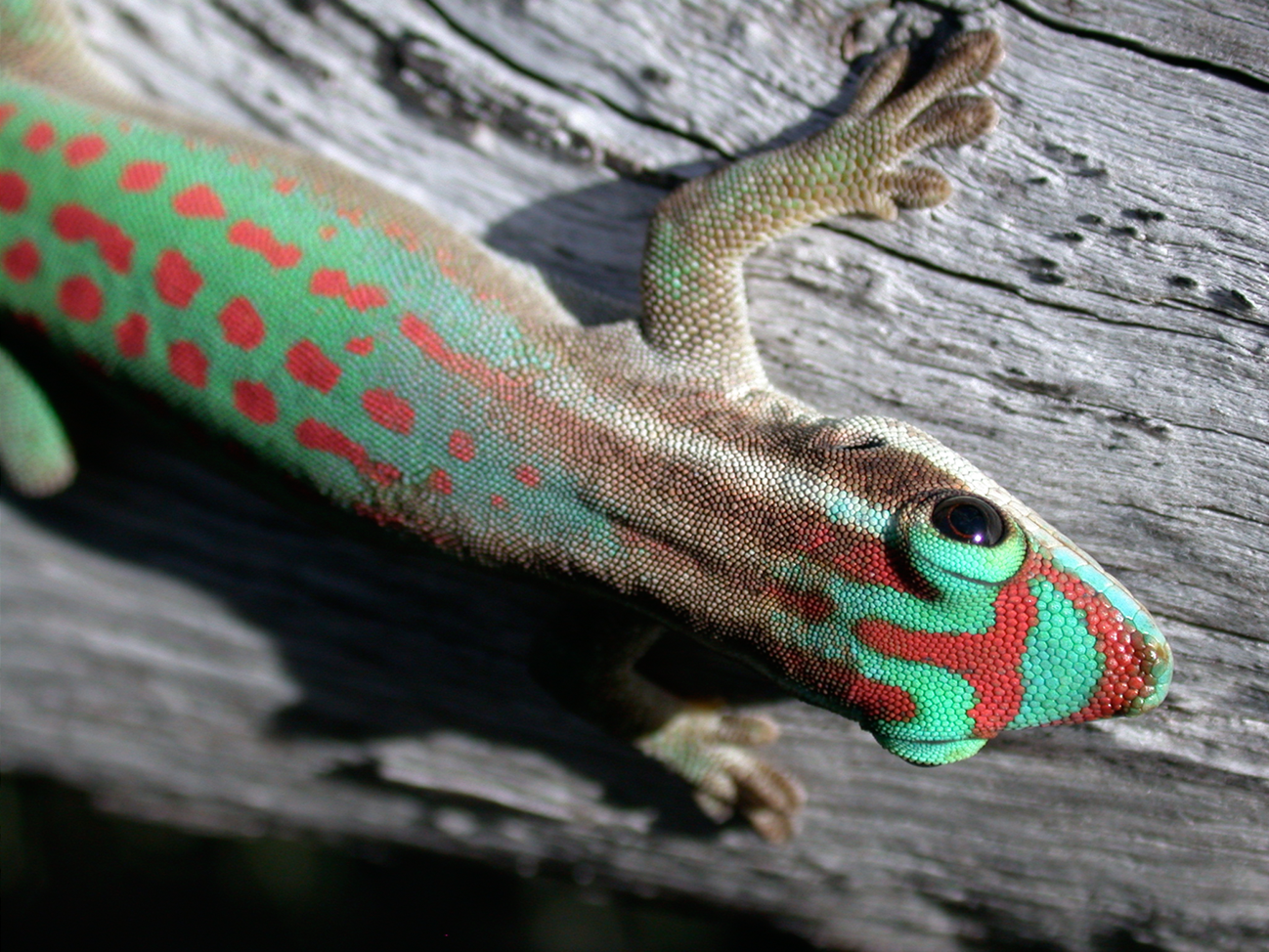
Met name Phelsuma ornata staat bekend om de felle kleuren.

Madagaskardaggekko's zijn vrijwel altijd helder groen van kleur en hebben bonte vlekken en strepen die oranje, blauw, geel en rood van kleur kunnen zijn. De gekko's zijn in combinatie met hun typisch gekko-achtige uiterlijk gemakkelijk van alle andere gekko's te onderscheiden en zelfs van alle andere hagedissen.

### Kop
De ogen zijn relatief klein, net als andere gekko's hebben madagaskardaggekko's geen beweeglijke oogleden. Ze gebruiken daarom hun tong om de ogen te reinigen. De tong is hiertoe vrij lang. De pupil van alle soorten is rond van vorm, in tegenstelling tot de meeste andere gekko's. Dit hangt samen met de dagactieve levenswijze, nachtdieren hebben vaak een spleetvormige pupil.

### Lichaam
De meeste soorten worden ongeveer tien tot twintig centimeter lang. De madagaskardaggekko (Phelsuma madagascariensis) is de grootste soort en kan een lichaamslengte bereiken tot 22 cm. De kleinste soort is Phelsuma kely, deze gekko bereikt een lichaamslengte van 3,3 centimeter en een totale lengte van 7,1 cm.
De madagaskardaggekko's staan bekend om hun heldere groene basiskleur en zeer bonte vlekken en strepen. Hierdoor zijn ze erg populair in de handel in exotische dieren. Vrijwel alle soorten zijn gevlekt, veel soorten hebben oranje vlekken die afsteken tegen de groene basiskleur zoals bij de gestreepte daggekko (Phelsuma lineata) het geval is. Andere soorten hebben een vlektekening van zeer fijne gele vlekjes die lijken op berijping, een voorbeeld is de goudstofdaggekko (Phelsuma laticauda). Bij deze laatste soort zijn de oogomgeving en de poten blauw gekleurd. De soort Phelsuma klemmeri heeft een helder geel gekleurde kop. De soorten Phelsuma ornata en Phelsuma inexpectata hebben een bonte tekening aan de bovenzijde van de kop en het lichaam die bestaat uit roodoranje vlekken en strepen.
De kleuren zijn feller en de patronen afstekender als de dieren blootstaan aan veel licht. De precieze vorm van de vlekken en strepen kan per individu verschillen. Soms zijn de verschillende soorten het duidelijkst van elkaar te onderscheiden aan de vorm van deze vlekken. Bij de soort Phelsuma sundbergi bijvoorbeeld zijn de vlekken afgerond en hebben meestal een groen midden. Bij de madagaskardaggekko en de soort Phelsuma grandis hebben de vlekken een onregelmatige vorm en ontbreekt een groen midden.
De lichaamskleur is veranderlijk en kan worden aangepast van lichtgroen tot olijfgroen. De gekko's verkleuren niet om zich aan te passen aan de ondergrond maar kleuren 's nachts donkerder om minder op te vallen. Deze donkere kleuring is een gevolg van de lagere temperaturen en met name van het ontbreken van fel licht. In de felle zon kleuren de dieren veel lichter dan 's nachts als er gerust wordt.
De onderzijde van alle soorten is niet getekend, de buik en onderzijde van de staart is bij de volwassen exemplaren altijd wit tot witgeel van kleur. Ook de onderzijde van de poten heeft een lichtere kleur, alleen de vingers en tenen hebben een rode tot groene kleur. Soms hebben de juvenielen een afwijkende lichaamskleur, de jongen van de madagaskardaggekko bijvoorbeeld hebben een oranje onderzijde van de staart. Een dergelijke afwijkende kleur bij de jongen verdwijnt als de dieren ouder worden.

### Poten

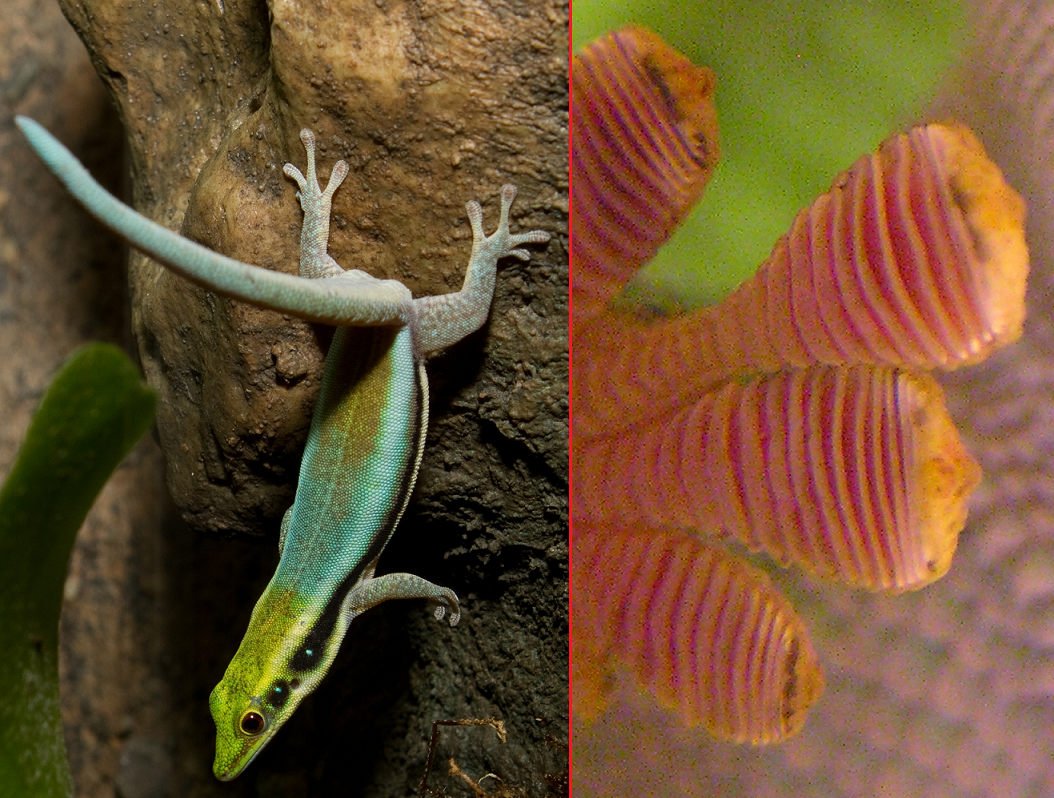
Alle soorten kunnen ondersteboven aan gladde oppervlakken lopen, links is Phelsuma klemmeri afgebeeld, rechts een macro-opname van de hechtlamellen onder de tenen van de madagaskardaggekko.

De poten hebben verbrede tenen, aan de onderzijde van de tenen en vingers zijn hechtkussentjes of lamellae aanwezig. Deze geribbelde structuren dienen om aan de gladste ondergronden te plakken. Deze lamellae zijn bij alle soorten ongedeeld, in tegenstelling tot veel andere gekko's die twee rijen hechtlamellen hebben.
Sommige soorten hebben donkere vlekken aan de binnenzijde van de basis van de poten, onder andere de pauwoogdaggekko (Phelsuma quadriocellata) heeft dergelijke okselvlekken.

### Staart
De staart is vrijwel altijd breder aan de basis en versmalt naar achteren. Een aantal soorten heeft een sterk verbrede en afgeplatte staart, van de soort Phelsuma serraticauda is bekend dat de staart inkepingen heeft aan de zijkanten waardoor deze een gezaagde rand heeft.
Net als andere hagedissen kennen de madagaskardaggekko's caudale autotomie. Dit wil zeggen dat ze de staart kunnen afwerpen als deze wordt vastgepakt. De staart laat altijd los bij een voorgevormde, zwakke wervel. Later groeit de staart weer aan, maar wordt niet meer zo lang als de originele staart en heeft een donkere kleur. In vergelijking met andere families van hagedissen, zoals de echte hagedissen, laat de staart van veel gekko's waaronder de madagaskardaggekko's, betrekkelijk eenvoudig los. Heel soms gaat er iets fout bij het aangroeien van de staart, en kan een 'dubbele' of beter gezegd gevorkte staart ontstaan.
Net als andere gekko's overlappen de schubben elkaar niet maar zijn naast elkaar gelegen. De schubbenhuid is daardoor weinig gepantserd maar biedt wel een grote bewegingsvrijheid. De meeste soorten hebben gladde schubben, maar de schubben kunnen ook een klein opstaand randje hebben in het midden waardoor ze ruwer aandoen. Dergelijke schubben worden gekielde schubben genoemd.
Het aantal schubben is per soort veranderlijk en veel madagaskardaggekko's zijn aan de configuratie van de schubben te determineren. Het aantal schubben rond de neusgaten (nasale schubben bijvoorbeeld varieert van 2 tot 4. Ook het aantal schubben op het midden van het lichaam, dwars op de lichaamsas, is veranderlijk. Daarnaast kunnen de verschillende schubben een kieltje hebben of glad zijn.

## Levenswijze

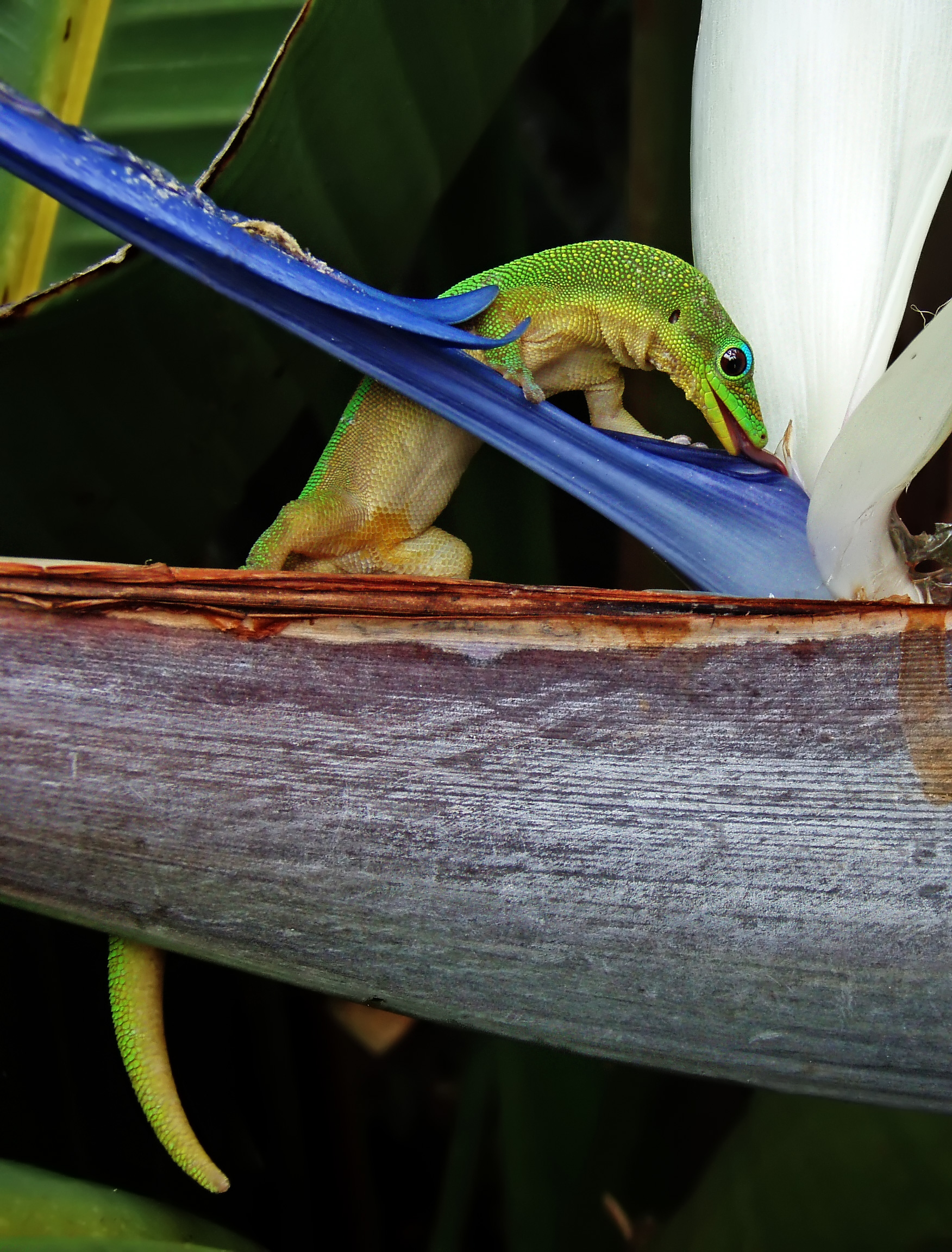
Een goudstofdaggekko drinkt uit een bloem.

Madagaskardaggekko's zijn dagactief, dit in tegenstelling tot vrijwel alle andere gekko's, die juist strikt nachtactief zijn. Omdat de dagactieve madagaskardaggekko's afstammen van nachtactieve dieren worden ze wel secundair dagactief genoemd. Er zijn slechts weinige andere soorten gekko's die overdag foerageren en 's nachts rusten. Opmerkelijk is dat al deze soorten een groene lichaamskleur hebben. Er lijkt een verband te zijn tussen een groene lichaamskleur en een dagactieve levenswijze. Ook de soorten uit het geslacht Naultinus (Nieuw-Zeeland) zijn groen en overdag actief, evenals de groene tot gele Pseudogekko smaragdinus (Filipijnen) en de soort Lygodactylus thomensis (Sao Tomé). Deze verschillende gekko's komen in heel andere delen van de wereld voor en zijn niet aan elkaar verwant.
De madagaskardaggekko's hebben een vergelijkbare ecologie en een overeenkomstig complex verspreidingsgebied als de anolissen (familie Polychrotidae), die in Zuid-Amerika en de Caraïben leven. De anolissen hebben zich vanuit Zuid-Amerika verspreid naar de vele eilanden van de Caraïben, zoals de gekko's vanaf Madagaskar zijn uitgewaaierd naar de vele eilanden in de Indische Oceaan. Anolissen hebben zich net als de madagaskardaggekko's verder ontwikkeld tot verschillende soorten. Beide groepen vervullen dezelfde ecologische niche op de eilanden, waar kleine rovende dieren vaak ontbreken.
De meeste madagaskardaggekko's zijn aan te merken als strikt klimmend en slechts van een klein aantal soorten is bekend dat ze meer op de bodem leven. De bodembewonende soorten zijn vaak bruin van kleur, in tegenstelling tot de groen gekleurde boombewoners. Van de soorten die een klimmende levenswijze hebben is er een onderscheid tussen de soorten die op de stam van de boom leven en soorten die in de kruin van een boom leven. Dit wordt ook wel de microhabitat genoemd. Uit een onderzoek blijkt dat de madagaskardaggekko's van microhabitat kunnen veranderen als er meer exemplaren van een andere soort worden toegevoegd aan de habitat.
Van de soort Phelsuma ornata is bekend dat ze lagere delen van bomen bewonen maar hogere palmbomen opzoeken als de eveneens lagere delen van bomen bewonende soort Phelsuma guimbeaui wordt geïntroduceerd. Als Phelsuma ornata echter met de hoog in palmbomen levende Lacepedes daggekko Phelsuma cepediana) wordt geconfronteerd, zoekt de eerstgenoemde echter de lagere delen van de bomen op.

### Voedsel en vijanden
Madagaskardaggekko's zijn omnivoor, ze leven van zowel dierlijk als plantaardig materiaal. De jonge dieren eten voornamelijk kleine ongewervelden, maar naarmate ze ouder worden gaan ze steeds meer fruit eten. Geliefde vruchten zijn bananen en sinaasappels. Ook wordt nectar opgelikt uit bloemen. Uit waarnemingen van in gevangenschap gehouden dieren blijkt dat ze dol zijn op honing, maar het is onwaarschijnlijk dat ze in het wild van honing eten.
Van de seychellendaggekko (Phelsuma abbotti) is een bijzondere relatie bekend met de seychellenreuzenschildpad (Dipsochelys dussumieri). De gekko begeeft zich vaak op het schild van de schildpad om te zonnen en eet van de vliegen die door de mest van de schildpad worden aangetrokken. Bij gevaar verlaat de gekko de schildpad niet, maar kruipt onder de uit-stekende randen van het rugschild. Ook is bekend dat de gekko 's nachts slaapt onder de schildrand van de seychellenreuzenschildpad.
Vijanden van de gekko's zijn voornamelijk grotere gewervelde dieren zoals slangen en roofvogels. Sommige soorten hebben een reflex ontwikkeld waarbij ze razendsnel aan een aanstormende valk kunnen ontkomen door zich op de grond te werpen. De gekko's landen hierbij op hun pootjes door de staart te gebruiken om het lichaam in de juiste positie te brengen.

### Voortplanting en ontwikkeling

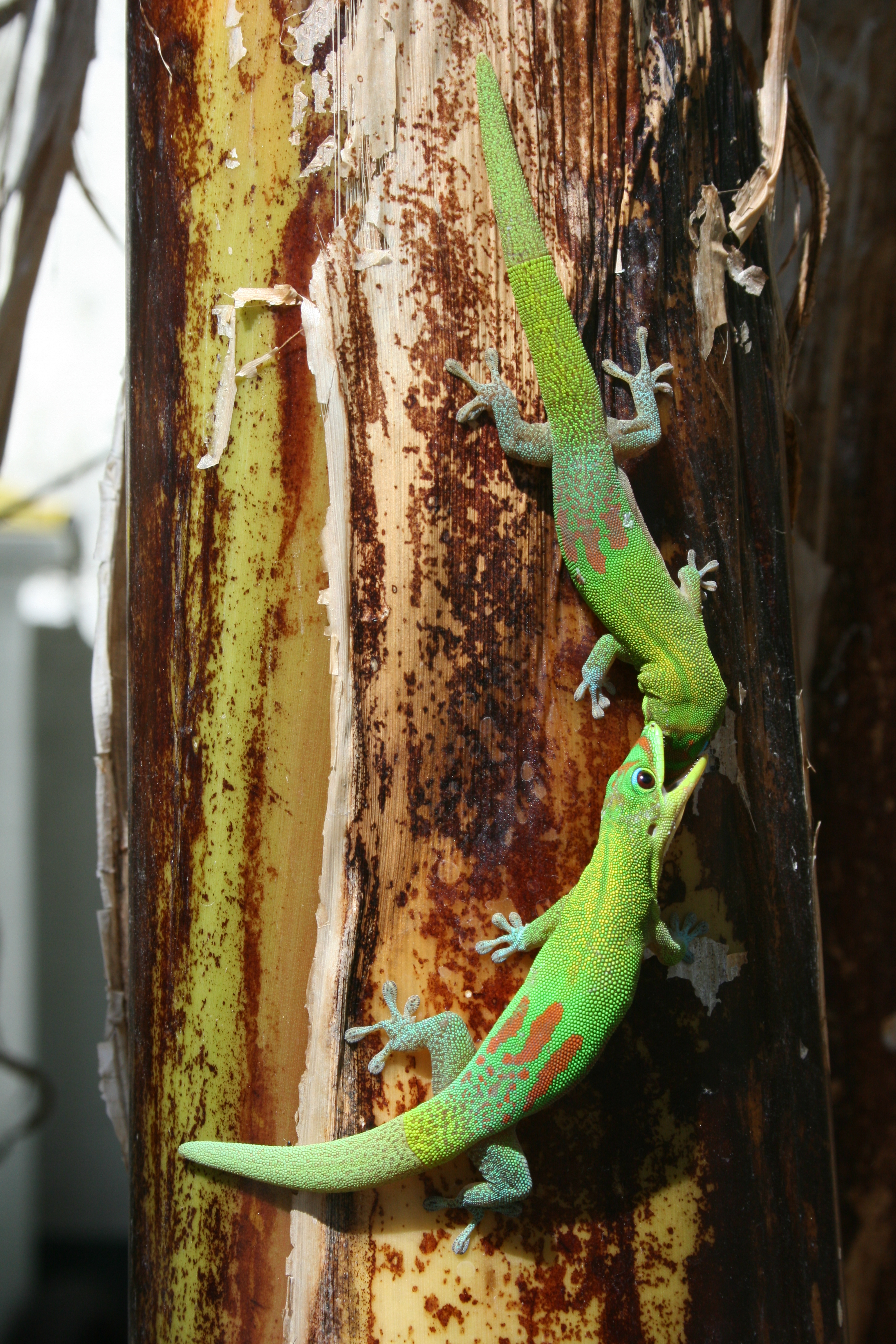
Mannetjes verdedigen hun territorium, hier twee goudstofdaggekkos.

Mannetjes zijn van vrouwtjes te onderscheiden doordat ze wat groter worden en een bredere kop hebben. Mannetjes hebben ook grotere vergrote femorale poriën, vooral gedurende de paartijd. Femorale poriën zijn klieropeningen in de huid die geurstoffen afscheiden die dienen om het andere geslacht te lokken. Deze geurstoffen komen vrij als kleine vettige druppels die op het substraat worden afgegeven. Een dergelijke manier om soortgenoten te lokken wordt wel geurvlag genoemd.
Volwassen vrouwtjes hebben vaak grote bulten aan weerszijden van de keel. Hoewel deze eruitzien als een afwijking en doen denken aan een ontsteking, zijn het in feite klieren die calcium opslaan, de zogenaamde calciumzakken. Als er eieren worden ontwikkeld worden deze zakken aangesproken, ze dienen dus als een kalkvoorraad. Hierdoor wordt voorkomen dat er calcium uit de botten moet worden onttrokken om eieren te vormen, wat een vrouwtje zal verzwakken.
De mannetjes kunnen net als veel andere gekko's luide lokgeluiden maken om de vrouwtjes aan te trekken. Vooral de grotere soorten zijn duidelijk hoorbaar. De mannetjes bakenen een territorium af dat ze verdedigen tegen andere mannetjes. Een concurrent wordt verjaagd door deze te bijten, de mannetjes kunnen hierbij erg agressief zijn.
Als een koppeltje elkaar heeft gevonden knikt het mannetje met zijn kop en bijt het vrouwtje in haar poten om zich te ankeren voor de paring. Soms gaat de paring er ruw aan toe en kan een vrouwtje hier wondjes aan overhouden. Als een vrouwtje niet geïnteresseerd is in het mannetje, bijvoorbeeld omdat ze al bevrucht is en eieren draagt, bijt ze fel van zich af als een mannetje probeert met haar te paren.
De vrouwtjes zetten altijd één tot twee eieren af per legsel maar kunnen het gehele jaar door eieren produceren. De eieren zijn vaak voorzien van een kleverige laag en worden tegen een tak geplakt. Het vrouwtje drukt de eieren met haar achterpoten tegen de ondergrond tot de schaal is uitgehard. Niet alle soorten echter hebben dergelijke kleverige eieren, dergelijke soorten zetten de eieren vaak af onder houtblokken of in boomholtes. Meerdere vrouwtjes gebruiken vaak dezelfde afzetplaats zodat grote hoeveelheden eieren op één plaats kunnen worden aangetroffen.
De incubatietijd is sterk afhankelijk van de omgevingstemperatuur. Als de jongen uit het ei kruipen lijken ze vaak al op de ouders, bij een aantal soorten hebben de jongen een andere kleur en tekening. De jongen eten veel en groeien snel, ze zijn soms binnen een paar maanden al in staat om zich voort te planten.
De levensverwachting van de madagaskardaggekko's is in de natuur vaak enkele jaren, in gevangenschap gehouden dieren kunnen echter veel ouder worden. Dit komt omdat ze niet blootstaan aan natuurlijk verval door interacties met vijanden en ze worden gevrijwaard van ziektes en parasieten. Van de madagaskardaggekko (Phelsuma madagascariensis) is bekend dat het dier in het wild niet ouder wordt dan zes jaar maar in gevangenschap een leeftijd van vijftien jaar kan bereiken.

## In gevangenschap

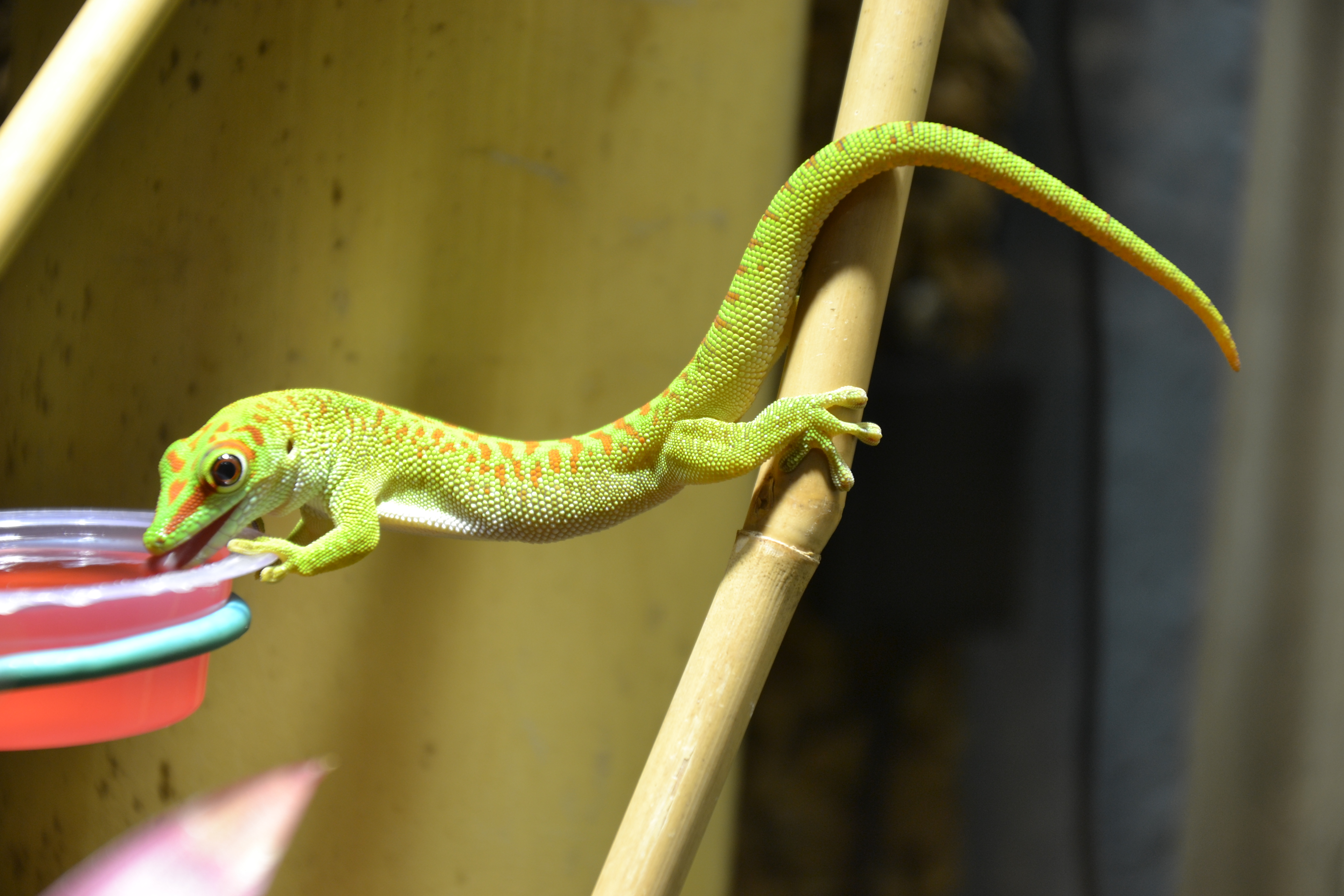
Een madagaskardaggekko (Phelsuma madagascariensis) drinkt uit een bakje.

Een aantal soorten madagaskardaggekko's zijn populair als exotisch huisdier en wordt wereldwijd aangeboden in de handel in exotische dieren. De bekendste soort is de madagaskardaggekko (Phelsuma madagascariensis), maar ook de goudstofdaggekko (Phelsuma laticauda) en de pauwoogdaggekko (Phelsuma quadriocellata) zijn populair.
De behuizing van landbewonende reptielen wordt een terrarium genoemd. Daggekko's zijn overdag actief, ze houden van veel licht maar het mag niet te warm worden. De dagtemperatuur ligt ongeveer tussen de 25 en 35 graden, 's nachts rond de 20 graden. De ideale temperatuur verschilt echter per soort. De relatieve luchtvochtigheid kan het best tussen de 60 en 80 % worden gehouden. Een hogere luchtvochtigheid kan op den duur schadelijk zijn voor de dieren. Voor een koppeltje wordt een minimumverblijf van minstens 40 breed bij 40 lang en 80 cm hoog aangeraden.
De inrichting van het terrarium dient te worden aangepast op de klimmende levenswijze. Vaak worden bamboestengels gebruikt, die gemakkelijk in te korten zijn en zodoende op een ideale plek kunnen worden geplaatst. De gekko's gebruiken het holle binnenste van de stengel als schuilplaats.
Van grotere soorten is bekend dat ze erg tam kunnen worden. Net als andere gekko's kunnen de hagedissen echter beter niet gehanteerd worden. De staart valt gemakkelijk af en de huid kan openscheuren als de dieren zich proberen te bevrijden. Veel soorten bijten snel, een beet zal bij de mens geen verwondingen toebrengen.

## Verspreiding en habitat

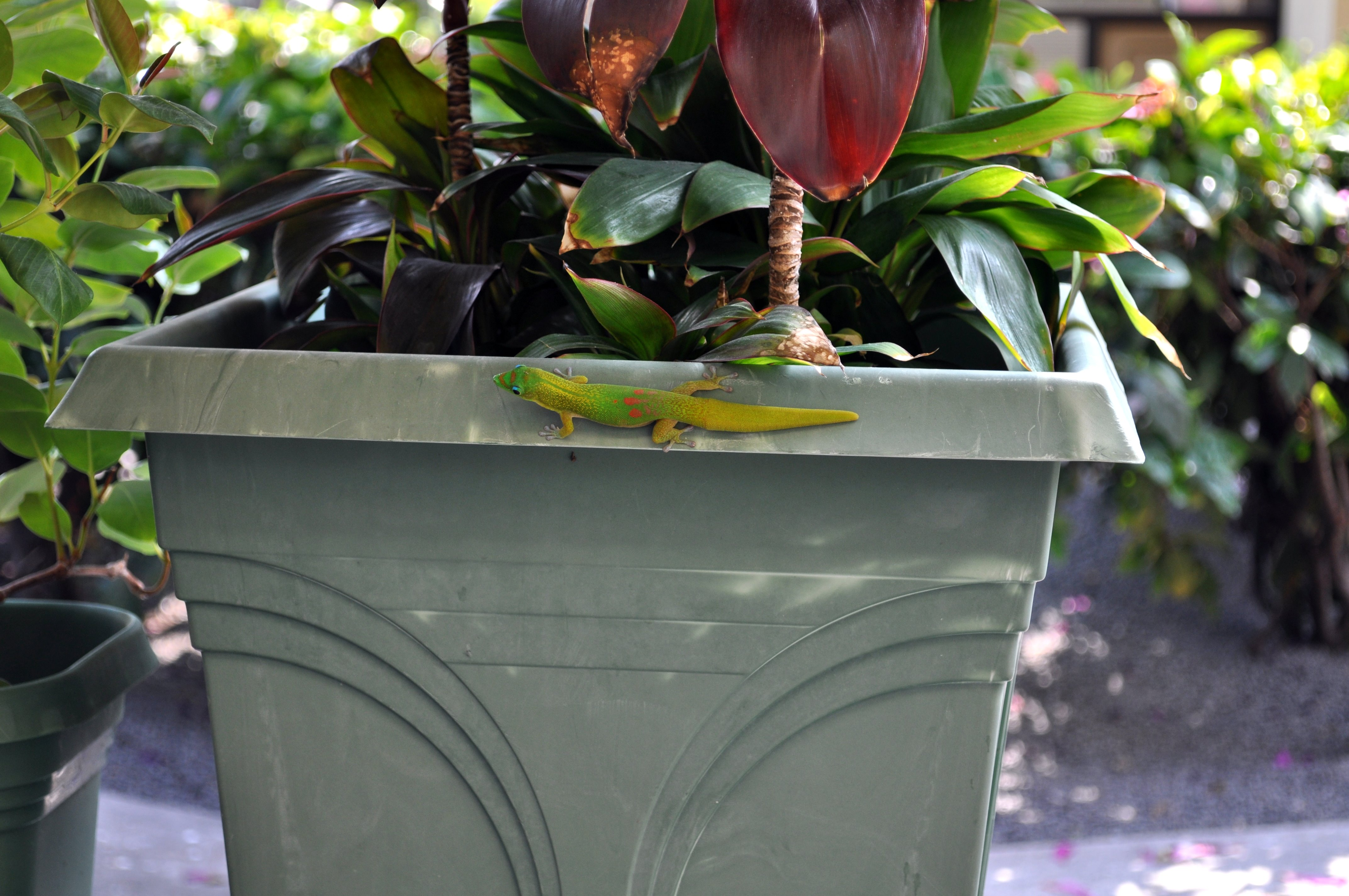
Phelsuma guimbeaui is uitgezet op Hawaï, hier een exemplaar op een bloempot.

Daggekko's komen oorspronkelijk uit Madagaskar en hebben zich van daaruit verspreid naar verschillende eilanden rondom Madagaskar. Enkele soorten hebben zich op het vasteland van Afrika verspreid en komen voor in het oosten van het continent.
De madagaskardaggekko (Phelsuma madagascariensis) en de soort Phelsuma grandis zijn uitgezet in de Amerikaanse staat Florida. De soorten Phelsuma guimbeaui en de goudstofdaggekko (Phelsuma laticauda) zijn uitgezet op de Amerikaanse eilandengroep Hawaï. Dergelijke soorten komen vaak ook voor in door de mens aangepaste streken en zelfs in steden.
Van alle gekko's is het geslacht Phelsuma op Madagaskar de meest voorkomende groep. De verschillende soorten komen in alle grote bossen voor. Sommige soorten kennen een groot verspreidingsgebied, andere komen alleen lokaal voor binnen een bepaald gebied. Phelsuma andamanensis komt als enige madagaskardaggekko voor op de Andamanen en Nicobaren, een eilandengroep ten oosten van India. Het is hierdoor de meest oostelijk én de meest noordelijk voorkomende soort.

### Verspreiding per gebied

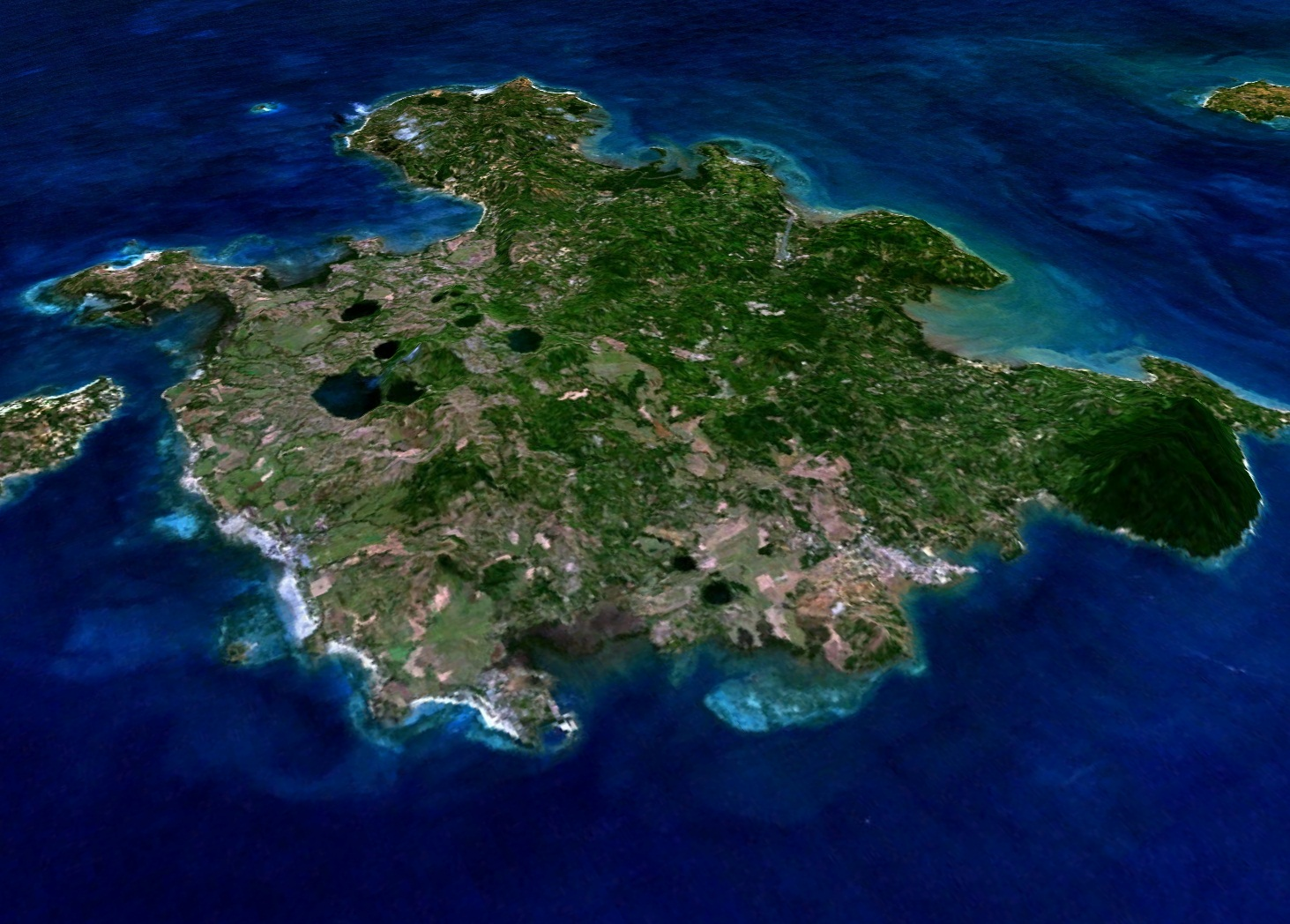
Nosy Be is een eiland voor de kust van Madagaskar.

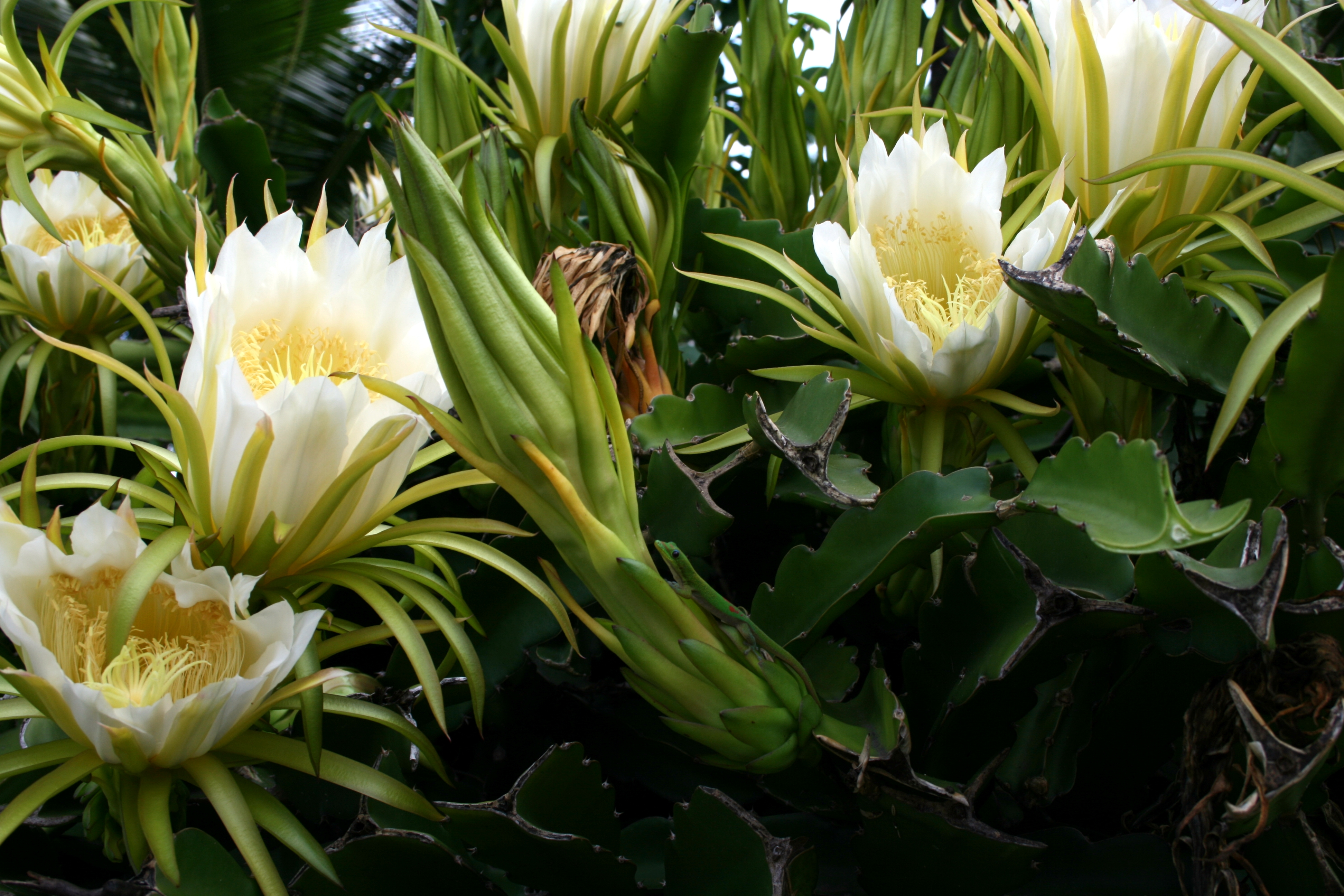
Goudstofdaggekko (Phelsuma laticauda).

In de onderstaande lijst zijn alle gebieden waar madagaskardaggekko's voorkomen weergegeven, inclusief de soorten die er leven. Soorten met een groot verspreidingsgebied komen daardoor in meerdere secties voor.

#### Oostelijk Afrika
In Afrika komen de soorten alleen voor in het zuidoostelijke deel.
- Kenia (Phelsuma dubia), Mozambique (alleen Ilha de Moçambique (Phelsuma dubia)), Tanzania (Phelsuma parkeri, Phelsuma dubia) Zanzibar (Phelsuma dubia)

#### Madagaskar
Madagaskar is een groot eiland ten oosten van zuidelijk Afrika.
- Phelsuma abbotti, Phelsuma antanosy, Phelsuma barbouri, Phelsuma berghofi, Phelsuma borai, Phelsuma breviceps, Phelsuma dorsivittata, Phelsuma dubia, Phelsuma flavigularis, Phelsuma gouldi, Phelsuma grandis, Phelsuma guttata, Phelsuma hielscheri, Phelsuma hoeschi, Phelsuma kely, Phelsuma klemmeri, Phelsuma kochi, Phelsuma laticauda, Phelsuma lineata, Phelsuma madagascariensis, Phelsuma malamakibo, Phelsuma masohoala, Phelsuma modesta, Phelsuma mutabilis, Phelsuma parva, Phelsuma pronki, Phelsuma pusilla, Phelsuma quadriocellata, Phelsuma ravenala, Phelsuma roesleri, Phelsuma seippi, Phelsuma serraticauda, Phelsuma standingi, Phelsuma vanheygeni.

#### Eilanden rondom Madagaskar
Rondom Madagaskar bevinden zich verschillende kleinere en grotere eilanden die verschillende soorten herbergen.
- Fandrarazana (Phelsuma guttata), Nosy Komba (Phelsuma madagascariensis), Île Sainte-Marie (Phelsuma guttata, Phelsuma pusilla), Mamoko (Phelsuma guttata), Nosy Be (Phelsuma abbotti, Phelsuma dubia, Phelsuma laticauda, Phelsuma madagascariensis, Phelsuma quadriocellata, Phelsuma seippi), Nosy Tanikely (Phelsuma abbotti), Nosy Sakatia (Phelsuma abbotti, Phelsuma madagascariensis).

#### Comoren
De Comoren zijn een eilandengroep tussen het noorden van Madagaskar en oostelijk Afrika.
- Anjouan (Phelsuma dubia, Phelsuma v-nigra), Grande Comore (Phelsuma v-nigra, Phelsuma comorensis, Phelsuma dubia), Mayotte (Phelsuma dubia, Phelsuma laticauda, Phelsuma nigristriata, Phelsuma pasteuri, Phelsuma robertmertensi, Phelsuma v-nigra), Mohéli (Phelsuma dubia, Phelsuma v-nigra), Nosy Mamoko (Phelsuma abbotti), Nosy Mitsio (Phelsuma abbotti, Phelsuma laticauda, Phelsuma madagascariensis, Phelsuma dubia)

#### Seychellen
De Seychellen zijn een eilandengroep ten noorden van Madagaskar.
- Aldabra (Phelsuma abbotti), Assumption (Phelsuma abbotti), Astove (Phelsuma astriata), Curieuse (Phelsuma astriata, Phelsuma sundbergi), Denis (Phelsuma astriata), D'Arros (Phelsuma astriata), Frégate (Phelsuma astriata), Desroches (Phelsuma sundbergi), La Digue (Phelsuma astriata), Long Island (Phelsuma sundbergi), Mahé (Phelsuma astriata), Praslin (Phelsuma astriata, Phelsuma sundbergi), St. Joseph (Phelsuma astriata), Thérèse (Phelsuma astriata), eilandengroep de Amiranten (Phelsuma abbotti)

#### Mascarenen
De Mascarenen zijn een eilandengroep ten noordoosten van het eiland Madagaskar.
- Mauritius; (Phelsuma cepediana); (Agalega (Phelsuma borbonica), Bois Blanc (Phelsuma borbonica), Coin de Mire (Phelsuma ornata), Gunner's Quoin (Phelsuma ornata), Mauritius (eiland) (Phelsuma rosagularis, Phelsuma inexpectata), Pailles (Phelsuma guimbeaui), La Poresse (Phelsuma guimbeaui), Les Mares (Phelsuma guimbeaui), Reunion (Phelsuma borbonica, Phelsuma inexpectata), Rodrigues (Phelsuma cepediana, Phelsuma edwardnewtoni, Phelsuma gigas), Round Island (Phelsuma guentheri)

#### India
In India komt slechts een enkele soort voor en alleen op de eilanden tussen India en Thailand.
- Andamanen en Nicobaren (Phelsuma andamanensis).

## Beschermingsstatus
Door de internationale natuurbeschermingsorganisatie IUCN is aan alle soorten een beschermingsstatus toegewezen. Het grootste deel, 24 soorten, wordt beschouwd als 'veilig' (Least Concern of LC), vier soorten staan te boek als 'onzeker' (Data Deficient of DD), vijf soorten als 'kwetsbaar' (Vulnerable of VU) en vier als 'gevoelig' (Near Threatened of NT). Tien soorten worden gezien als 'bedreigd' (Endangered of EN) en vier soorten als 'ernstig bedreigd' (Critically Endangered of CR). Van twee soorten madagaskardaggekko's is bekend dat ze niet meer voorkomen en zijn uitgestorven, zowel in het wild als in gevangenschap.

## Lijst van soorten madagaskardaggekko's
Er zijn 52 soorten madagaskardaggekko's, inclusief de pas in 2011 beschreven soort Phelsuma gouldi. De namenlijst en de verspreidingsgebieden zijn gebaseerd op The Reptile Database. Ook zijn de belangrijkste lichaamskenmerken weergegeven, zoals lichaamsgrootte, kleur en het voorkomen of ontbreken van een tekening. In de lijst zijn geen ondersoorten opgenomen.
| Lijst van soorten madagaskardaggekko's | Lijst van soorten madagaskardaggekko's                                      | Lijst van soorten madagaskardaggekko's | Lijst van soorten madagaskardaggekko's                                                                                                  | Lijst van soorten madagaskardaggekko's |
| -------------------------------------- | --------------------------------------------------------------------------- | --- | --- | -------------------------------------- |
| Afbeelding                             | Naam                                                                        | Kenmerken | Verspreiding | Beschermingsstatus                     |
|                                        | Seychellendaggekko Phelsuma abbotti Stejneger, 1893                         | Lichaamslengte 5,6 centimeter, totale lengte 11 cm. Lichaamskleur groenbruin, duidelijke tekening met zwakke strepen. 78 tot 80 schubbenrijen op het midden van het lichaam.  | Seychellen, noordelijk Madagaskar, Aldabra, Nosi Be, Nosy Mamoko, Nosy Mitsio, Nosy Sakatia, Nosy Tanikely, Assumption en de Amiranten. |                                        |
|                                        | Phelsuma andamanensis Blyth, 1861                                           | Lichaamslengte 5,6 centimeter, totale lengte 14 cm. Lichaamskleur groen, vage tekening zonder strepen. 80 tot 90 schubbenrijen op het midden van het lichaam.                 | India, alleen op de Andamanen en de Nicobaren                                                                                           |                                        |
| Plaats uw zelfgemaakte foto hier       | Phelsuma antanosy Raxworhty & Nussbaum, 1993                                | Lichaamslengte 4,8 centimeter, totale lengte 13 cm. Lichaamskleur groen, vage tekening zonder strepen. 78 tot 98 schubbenrijen op het midden van het lichaam.                 | Zuidoostelijk Madagaskar |                                        |
|                                        | Phelsuma astriata Tornier, 1901                                             | Lichaamslengte 6 centimeter, totale lengte 13 cm. Lichaamskleur groen, vage tekening met zwakke strepen. 88 tot 96 schubbenrijen op het midden van het lichaam.               | Seychellen (Astove, Mahé, Praslin, Curieuse, Denis, D'Arros, Frégate, La Digue, Praslin Island, St. Joseph, Thérèse                     |                                        |
|                                        | Phelsuma barbouri Loveridge, 1942                                           | Lichaamslengte 6,5 centimeter, totale lengte 15 cm. Lichaamskleur grijs, duidelijke tekening, strepen aanwezig. 92 - 108 schubbenrijen op het midden van het lichaam.         | Oostelijk Madagaskar |                                        |
| Plaats uw zelfgemaakte foto hier       | Phelsuma berghofi Krüger, 1996                                              | Lichaamslengte 5,8 centimeter, totale lengte 12 cm. Lichaamskleur groenbruin, vage tekening zonder strepen. 66 - 68 schubbenrijen op het midden van het lichaam.              | Zuidoostelijk Madagaskar |                                        |
| Plaats uw zelfgemaakte foto hier       | Phelsuma borai Glaw, Köhler & Vences, 2009                                  | Lichaamslengte 4,3 centimeter, totale lengte 8,8 cm. Lichaamskleur grijs, duidelijk tekening, geen strepen. Altijd 96 schubbenrijen op het midden van het lichaam.            | Westelijk Madagaskar |                                        |
|                                        | Phelsuma borbonica Mertens, 1966                                            | Lichaamslengte 6,9 centimeter, totale lengte 16 cm. Lichaamskleur groen tot bruin, vage strepentekening. 99 tot 114 schubbenrijen op het midden van het lichaam.              | Mascarenen; Mauritius (Agalega, Reunion, Bois Blanc)                                                                                    |                                        |
|                                        | Phelsuma breviceps Boettger, 1894                                           | Lichaamslengte 4,8 centimeter, totale lengte 12 cm. Lichaamskleur grijs, duidelijke tekening, geen strepen. 95 tot 119 schubbenrijen op het midden van het lichaam.           | Zuidelijk Madagaskar |                                        |
|                                        | Lacepedes daggekko (Phelsuma cepediana) Milbert, 1812                       | Lichaamslengte 5,8 centimeter, totale lengte 13 cm. Lichaamskleur groen, duidelijke tekening, matige strepentekening. 87 tot 104 schubbenrijen op het midden van het lichaam. | Mascarenen; Mauritius en Rodrigues (geïntroduceerd)                                                                                     |                                        |
| Plaats uw zelfgemaakte foto hier       | Phelsuma comorensis Boettger, 1913                                          | Lichaamslengte 5 centimeter, totale lengte 12 cm. Lichaamskleur groen, vage tekening, geen strepen. 78 tot 85 schubbenrijen op het midden van het lichaam.                    | Comoren; Grande Comore |                                        |
| Plaats uw zelfgemaakte foto hier       | Phelsuma dorsivittata Mertens, 1964                                         | Lichaamslengte 5,7 centimeter, totale lengte 13 cm. Lichaamskleur groen, vage tekening, geen strepen. Altijd 76 schubbenrijen op het midden van het lichaam.                  | Noordelijk Madagaskar |                                        |
|                                        | Phelsuma dubia Boettger, 1881                                               | Lichaamslengte 6,8 centimeter, totale lengte 15,5 cm. Lichaamskleur groenbruin, vage tekening. 68 tot 89 schubbenrijen op het midden van het lichaam.                         | Comoren (Mayotte, Grande Comore, Anjouan, Mohéli), Ilha de Moçambique, Kenia, Nosy Be, Madagaskar, Tanzania, Zanzibar                   |                                        |
|                                        | Phelsuma edwardnewtoni Vinson & Vinson, 1969                                | Lichaamslengte 10,8 centimeter, totale lengte 22,3 cm. Lichaamskleur groen, duidelijke tekening, geen strepen. Altijd 107 schubbenrijen op het midden van het lichaam.        | Uitgestorven; leefde op de Mascarenen; Rodrigues                                                                                        |                                        |
|                                        | Phelsuma flavigularis Mertens, 1962                                         | Lichaamslengte 6,6 centimeter, totale lengte 17 cm. Lichaamskleur groen, vage tekening zonder strepen. 60 tot 72 schubbenrijen op het midden van het lichaam.                 | Oostelijk Madagaskar |                                        |
|                                        | Phelsuma gigas Liénard, 1842                                                | Lichaamslengte 19 centimeter, totale lengte 44 cm. Lichaamskleur bruin. | Uitgestorven; leefde op de Mascarenen; Rodrigues                                                                                        |                                        |
| Plaats uw zelfgemaakte foto hier       | Phelsuma gouldi Crottini, Gehring, Glaw, Harris, Lima & Vences, 2011        | Lichaamslengte 4,5 centimeter, totale lengte 8,1 cm. Lichaamskleur bruingrijs, duidelijke tekening.                                                                           | Zuidoostelijk Madagaskar |                                        |
|                                        | Phelsuma grandis Gray, 1870                                                 | Lichaamslengte 10,2 centimeter, totale lengte 30 cm. Lichaamskleur groen, vage tekening, geen strepen. 67 tot 77 schubbenrijen op het midden van het lichaam.                 | Noordelijk Madagaskar |                                        |
|                                        | Phelsuma guentheri Boulenger, 1885                                          | Lichaamslengte 13,3 centimeter, totale lengte meer dan 26 cm. Lichaamskleur grijs, vage tekening zonder strepen. 114 tot 162 schubbenrijen op het midden van het lichaam.     | Mascarenen; Round Island |                                        |
| Plaats uw zelfgemaakte foto hier       | Phelsuma guimbeaui Mertens, 1963                                            | Lichaamslengte 6,2 centimeter, totale lengte 15 cm. Lichaamskleur groen, vage tekening en zwakke strepen. 89 tot 98 schubbenrijen op het midden van het lichaam.              | Mascarenen; Mauritius (Pailles, La Poresse, Les Mares), Verenigde Staten; Hawaï (geïntroduceerd)                                        |                                        |
|                                        | Phelsuma guttata Kaudern, 1922                                              | Lichaamslengte 5,2 centimeter, totale lengte 14 cm. Lichaamskleur groen, vage tekening zonder strepen. 92 tot 98 schubbenrijen op het midden van het lichaam.                 | Madagaskar en de eilanden Fandrarazana, Nosy Boraha, Île Sainte-Marie, Mamoko.                                                          |                                        |
|                                        | Phelsuma hielscheri Rösler, Obst & Seipp, 2001                              | Lichaamslengte 7,3 centimeter, totale lengte 16 cm. Lichaamskleur bruingroen, vage tekening zonder strepen. 86 tot 98 schubbenrijen op het midden van het lichaam.            | Westelijk Madagaskar |                                        |
| Plaats uw zelfgemaakte foto hier       | Phelsuma hoeschi Berghof & Trautmann, 2009                                  | Lichaamslengte 3,6 centimeter, totale lengte 8,5 cm. Lichaamskleur groen, duidelijke tekening met strepen. Altijd 86 schubbenrijen op het midden van het lichaam.             | Oostelijk Madagaskar |                                        |
|                                        | Phelsuma inexpectata Mertens, 1966                                          | Lichaamslengte 5,8 centimeter, totale lengte 13 cm. Lichaamskleur groen, duidelijke tekening zonder strepen. 100 tot 103 schubbenrijen op het midden van het lichaam.         | Mascarenen; Mauritius (Réunion) |                                        |
| Plaats uw zelfgemaakte foto hier       | Phelsuma kely Schönecker, Bach & Glaw, 2004                                 | Lichaamslengte 3,3 centimeter, totale lengte 7,1 cm. Lichaamskleur grijs, vage tekening zonder strepen. 80 tot 86 schubbenrijen op het midden van het lichaam.                | Oostelijk Madagaskar |                                        |
|                                        | Phelsuma klemmeri Seipp, 1991                                               | Lichaamslengte 4,3 centimeter, totale lengte 10 cm. Lichaamskleur groen, vage tekening, strepen aanwezig. 75 tot 80 schubbenrijen op het midden van het lichaam.              | Noordwestelijk Madagaskar |                                        |
|                                        | Phelsuma kochi Mertens, 1954                                                | Lichaamslengte 9,5 centimeter, totale lengte 25,4 cm. Lichaamskleur groen, vage tekening zonder strepen. 78 tot 95 schubbenrijen op het midden van het lichaam.               | Noordwestelijk Madagaskar |                                        |
|                                        | Goudstofdaggekko (Phelsuma laticauda) Boettger, 1880                        | Lichaamslengte 5,8 centimeter, totale lengte 13 cm. Lichaamskleur groen, vage tekening zonder strepen. 72 tot 81 schubbenrijen op het midden van het lichaam.                 | Madagaskar, Comoren (Mayotte), Nosy Be, Seychellen, Nosy Mitsio, Verenigde Staten (Hawaï (geïntroduceerd)                               |                                        |
|                                        | Gestreepte daggekko (Phelsuma lineata) Gray, 1842                           | Lichaamslengte 6,4 centimeter, totale lengte 14,5 cm. Lichaamskleur groen, vage tekening zonder strepen. Altijd 74 schubbenrijen op het midden van het lichaam.               | Madagaskar |                                        |
|                                        | Madagaskardaggekko (Phelsuma madagascariensis) Gray, 1831                   | Lichaamslengte 12 centimeter, totale lengte 24 cm. Lichaamskleur groen, vage tekening zonder strepen. 73 tot 88 schubbenrijen op het midden van het lichaam.                  | Madagaskar, Nosy Be, Nosy Komba, Nosy Sakatia, Nosy Tanikely, Verenigde Staten (Florida) (geïntroduceerd)                               |                                        |
| Plaats uw zelfgemaakte foto hier       | Phelsuma malamakibo Nussbaum, Raxworthy, Raselimanana & Ramanananjato, 2000 | Lichaamslengte 6,1 centimeter, totale lengte 12,3 cm. Lichaamskleur groene kleur, vage tekening zonder strepen. 69 tot 79 schubbenrijen op het midden van het lichaam.        | Zuidelijk Madagaskar |                                        |
| Plaats uw zelfgemaakte foto hier       | Phelsuma masohoala Nussbaum & Raxworthy, 1994                               | Lichaamslengte 4,7 centimeter, totale lengte 12 cm. Lichaamskleur groen, duidelijke tekening zonder strepen. Altijd 76 schubbenrijen op het midden van het lichaam.           | Madagaskar |                                        |
|                                        | Phelsuma modesta Mertens, 1970                                              | Lichaamslengte 4,6 centimeter, totale lengte 9,6 cm. Lichaamskleur grijsbruin, duidelijke tekening zonder strepen. 82 tot 87 schubbenrijen op het midden van het lichaam.     | Zuidelijk Madagaskar |                                        |
|                                        | Phelsuma mutabilis Grandidier, 1869                                         | Lichaamslengte 5 centimeter, totale lengte 10,2 cm. Lichaamskleur grijs, duidelijke tekening zonder strepen. 91 tot 98 schubbenrijen op het midden van het lichaam.           | Westelijk Madagaskar |                                        |
|                                        | Phelsuma nigristriata Meier, 1984                                           | Lichaamslengte 4,6 centimeter, totale lengte 11 cm. Lichaamskleur groen, vage tekening zonder strepen. 77 tot 80 schubbenrijen op het midden van het lichaam.                 | Comoren (Mayotte) |                                        |
|                                        | Phelsuma ornata Gray, 1825                                                  | Lichaamslengte 5,3 centimeter, totale lengte 13 cm. Lichaamskleur groen, duidelijke tekening met zichtbare strepen. 91 tot 105 schubbenrijen op het midden van het lichaam.   | Mascarenen: Mauritius (Round Island, Gunner's Quoin, Coin de Mire)                                                                      |                                        |
| Plaats uw zelfgemaakte foto hier       | Phelsuma parkeri Loveridge, 1941                                            | Lichaamslengte 6,5 centimeter, totale lengte 16,5 cm. Lichaamskleur groen, vage tekening zonder strepen. Altijd 76 schubbenrijen op het midden van het lichaam.               | Tanzania |                                        |
| Plaats uw zelfgemaakte foto hier       | Phelsuma parva Meier, 1983                                                  | Lichaamslengte 3,6 centimeter, totale lengte 8,5 cm. Lichaamskleur groen, vage tekening zonder strepen. 67 tot 71 schubbenrijen op het midden van het lichaam.                | Madagaskar |                                        |
|                                        | Phelsuma pasteuri Meier, 1984                                               | Lichaamslengte 5,3 centimeter, totale lengte 11,5 cm. Lichaamskleur groen, vage tekening zonder strepen. 80 tot 87 schubbenrijen op het midden van het lichaam.               | Comoren (Mayotte) |                                        |
| Plaats uw zelfgemaakte foto hier       | Phelsuma pronki Seipp, 1994                                                 | Lichaamslengte 5 centimeter, totale lengte 11,2 cm. Lichaamskleur grijs, duidelijke tekening met strepen. 82 tot 93 schubbenrijen op het midden van het lichaam.              | Centraal Madagaskar |                                        |
|                                        | Phelsuma pusilla Mertens, 1964                                              | Lichaamslengte 3,7 centimeter, totale lengte 8,5 cm. Lichaamskleur groen, vage tekening zonder strepen. 62 tot 80 schubbenrijen op het midden van het lichaam.                | Oostelijk Madagaskar, Île Sainte-Marie                                                                                                  |                                        |
|                                        | Pauwoogdaggekko (Phelsuma quadriocellata) Peters, 1883                      | Lichaamslengte 6,3 centimeter, totale lengte 11 cm. Lichaamskleur groen, vage tekening zonder strepen. 68 tot 77 schubbenrijen op het midden van het lichaam.                 | Madagaskar, Nosy Be |                                        |
| Plaats uw zelfgemaakte foto hier       | Phelsuma ravenala Raxworthy, Ingram, Rabibisoa & Pearson, 2007              | Lichaamslengte 6,1 centimeter, totale lengte 12,9 cm. Lichaamskleur groen, vage tekening zonder strepen. 64 tot 76 schubbenrijen op het midden van het lichaam.               | Madagaskar |                                        |
|                                        | Phelsuma robertmertensi Meier, 1980                                         | Lichaamslengte 5 centimeter, totale lengte 11 cm. Lichaamskleur grijsbruin, vage tekening met strepen. 75 tot 86 schubbenrijen op het midden van het lichaam.                 | Comoren (Mayotte) |                                        |
| Plaats uw zelfgemaakte foto hier       | Phelsuma roesleri Glaw, Gehring, Köhler, Franzern en Vences, 2010           | Lichaamslengte 3,6 centimeter, totale lengte 7,2 cm. Lichaamskleur groen, duidelijke tekening zonder strepen. De buikschubben zijn glad en niet gekield.                      | Noordelijk Madagaskar |                                        |
| Plaats uw zelfgemaakte foto hier       | Phelsuma rosagularis Vinson & Vinson, 1963                                  | Lichaamslengte 6,9 centimeter, totale lengte 17 cm. Lichaamskleur bruingrijs, tekening aanwezig met strepen. Altijd 96 schubbenrijen op het midden van het lichaam.           | Mascarenen: Mauritius |                                        |
| Plaats uw zelfgemaakte foto hier       | Phelsuma seippi Meier, 1987                                                 | Lichaamslengte 5,5 centimeter, totale lengte 15 cm. Lichaamskleur groen, vage tekening met strepen. 105 tot 110 schubbenrijen op het midden van het lichaam.                  | Noordelijk Madagaskar, Nosy Be |                                        |
|                                        | Phelsuma serraticauda Mertens, 1963                                         | Lichaamslengte 6 centimeter, totale lengte 16 cm. Lichaamskleur groen, vage tekening zonder strepen. 88 tot 96 schubbenrijen op het midden van het lichaam.                   | Oostelijk Madagaskar |                                        |
|                                        | Standing daggekko (Phelsuma standingi) Methuen & Hewitt, 1913               | Lichaamslengte 13,5 centimeter, totale lengte 28 cm. Lichaamskleur grijs, duidelijke tekening zonder strepen. 112 tot 122 schubbenrijen op het midden van het lichaam.        | Zuidwestelijk Madagaskar |                                        |
|                                        | Phelsuma sundbergi Rendahl, 1939                                            | Lichaamslengte 9,3 centimeter, totale lengte 22 cm. Lichaamskleur groen, vage tekening zonder strepen. 87 tot 99 schubbenrijen op het midden van het lichaam.                 | Seychellen (Curieuse, Desroches, La Digue, Long Island, Praslin)                                                                        |                                        |
|                                        | Phelsuma v-nigra Boettger, 1913                                             | Lichaamslengte 4,6 centimeter, totale lengte 11 cm. Lichaamskleur groen, vage tekening zonder strepen. 97 tot 104 schubbenrijen op het midden van het lichaam.                | Comoren (Anjouan, Grande Comore, Mayotte, Mohéli)                                                                                       |                                        |
| Plaats uw zelfgemaakte foto hier       | Phelsuma vanheygeni Lerner, 2004                                            | Lichaamslengte 3,5 centimeter, totale lengte 8 cm. Lichaamskleur groen, vage tekening zonder strepen. 80 tot 82 schubbenrijen op het midden van het lichaam.                  | Madagaskar |                                        |